# Stargate Origins
Stargate Origins (abreviat ca SGO) este un web-serial american SF de aventură parte a francizei MGM Stargate. Serialul este bazat pe filmul SF din 1994 Stargate de Dean Devlin și Roland Emmerich și pe serialul spin-off Stargate SG-1. Serialul a fost anunțat la 20 iulie 2017 la Festivalul San Diego Comic Con ca parte a aniversării de 20 de ani a  Stargate SG-1. Stargate Origins este format din 10 episoade, fiecare de cca. 10 minute lungime și continuă mitologia din franciza Stargate. Stargate Origins a avut premiera cu 3 episoade la 14 februarie 2018 pe serviciul online MGM.

## Prezentare
Tânăra Catherine Langford începe o aventură neașteptată pentru a debloca misterul a ceea ce se află dincolo de Poarta Stelară, totul pentru a salva Pământul de întuneric. 

## Distribuție
- Ellie Gall ca tânăra Catherine Langford[2]
- Connor Trinneer ca profesorul Paul Langford[3][4], tatăl Catherinei și omul care a găzit poarta stelară la Giza.
- Aylam Orian ca Dr. Wilhelm Brücke, ofițer superior nazier, ocultist și principalul antagonist.[5][6]
- Philip Alexander - Căpitanul James Beal, ofițer britanic staționat în Egipt.[3]
- Shvan Aladdin - Wasif, un ghid local egiptean.[3]

## Episoade
| Nr. | Titlu         | Regizat de            | Scris de                                     | Data difuzării    |
| --- | ------------- | --------------------- | -------------------------------------------- | ----------------- |
| 1 | „Episodul 1”  | Mercedes Bryce Morgan | Mercedes Bryce Morgan & Justin Michael Terry | 14 februarie 2018 |
| De mai bine de zece ani, Catherine Langford l-a văzut pe tatăl ei muncind la un dispozitiv misterios în formă de inel pe care l-a descoperit în deșertul egiptean în 1928. Cu întrebări fără răspuns și fără finanțare, situația lui Langford a devenit disperată. În timp ce profesorul face planuri pentru a muta inelul în străinătate, Catherine se străduiește să-și continue viața în Cairo, Egipt. Dar când personaje misterioase apar în clădirea lor, târziu într-o seară, dispozitivul le apare într-un lumină nouă, sinistră. |               |                       |                                              |                   |
| 2 | „Episodul 2”  | Mercedes Bryce Morgan | Mercedes Bryce Morgan & Justin Michael Terry | 14 februarie 2018 |
| Intențiile doctorului german Brücke devin mai clare pe măsură ce expune teoriile sale despre descoperirea lui Langford. După ce potențialul inelului este dezvăluit, Brücke îl răpește pe profesorul Langford. Catherine trebuie să fie dusă la ambasada Germaniei de către unul dintre soldații săi loiali, dar ea este în să scape de cei care au prins-o. |               |                       |                                              |                   |
| 3 | „Episodul 3”  | Mercedes Bryce Morgan | Mercedes Bryce Morgan & Justin Michael Terry | 14 februarie 2018 |
| Catherine primește ajutorul a doi soldați (un american și un egiptean) pentru o misiune de salvare în necunoscut. Între timp, pe o altă planetă deșertică, profesorul Langford și Brücke se confruntă cu o nouă forță puternică. |               |                       |                                              |                   |
| 4 | „Episodul 4”  | Mercedes Bryce Morgan | Mark Ilvedson & Justin Michael Terry         | 22 februarie 2018 |
| Catherine și cei doi soldați ajung pe un teritoriu periculos. Ea descoperă că este foarte greu să revină acasă. Problemele devin și mai complicate după ce apar două personaje noi. |               |                       |                                              |                   |
| 5 | „Episodul 5”  | Mercedes Bryce Morgan | Mark Ilvedson & Justin Michael Terry         | 22 februarie 2018 |
| Catherine și cei doi soldați îl urmează pe ghidul lor misterios, dar intențiile lui rămân neclare pe măsură ce străbat împrejurimile. |               |                       |                                              |                   |
| 6 | „Episodul 6”  | Mercedes Bryce Morgan | TBA                                          | 1 martie 2018     |
| 7 | „Episodul 7”  | Mercedes Bryce Morgan | TBA                                          | 1 martie 2018     |
| 8 | „Episodul 8”  | Mercedes Bryce Morgan | TBA                                          | 8 martie 2018     |
| 9 | „Episodul 9”  | Mercedes Bryce Morgan | TBA                                          | 8 martie 2018     |
| 10 | „Episodul 10” | Mercedes Bryce Morgan | TBA                                          | 8 martie 2018     |